# Gustav Harting
Gustav Harting (* 3. November 1898 in Heidenoldendorf; † nach 1961) war ein deutscher Versicherungsmanager.

## Leben
Harting studierte Mathematik sowie Rechtswissenschaft und Volkswirtschaft an der Universität Göttingen. Er wurde dann in einer Versicherung im Innen- und Außendienst ausgebildet und war zunächst Inspektor, dann Oberinspektor und schließlich Bezirksdirektor bei der Colonia-Versicherung. 1936 wurde er Vorstandsmitglied der Gladbacher Feuer-, Lebens- und Rückversicherungs-AG. 1939 stieg er dort zum Generaldirektor auf.
Nach dem Zweiten Weltkrieg wurde er Generaldirektor der Magdeburger Feuerversicherung.
Zudem war von 1956 bis 1961 Vorsitzender des Verbandes der Sachversicherer.

## Auszeichnungen
- 1965 – Großes Bundesverdienstkreuz